# Сандрекур
Сандреку́р (фр. Cendrecourt) — коммуна во Франции, находится в регионе Франш-Конте. Департамент — Верхняя Сона. Входит в состав кантона Жюсе. Округ коммуны — Везуль.
Код INSEE коммуны — 70114.

## География
Коммуна расположена приблизительно в 290 км к юго-востоку от Парижа, в 70 км севернее Безансона, в 30 км к северо-западу от Везуля.
Вдоль западной и южной границ коммуны протекает река Сона.

## Население
Население коммуны на 2010 год составляло 243 человека.
| 1962 | 1968 | 1975 | 1982 | 1990 | 1999 | 2010 |
| ---- | ---- | ---- | ---- | ---- | ---- | ---- |
| 318  | 268  | 242  | 214  | 214  | 233  | 243  |

## Экономика

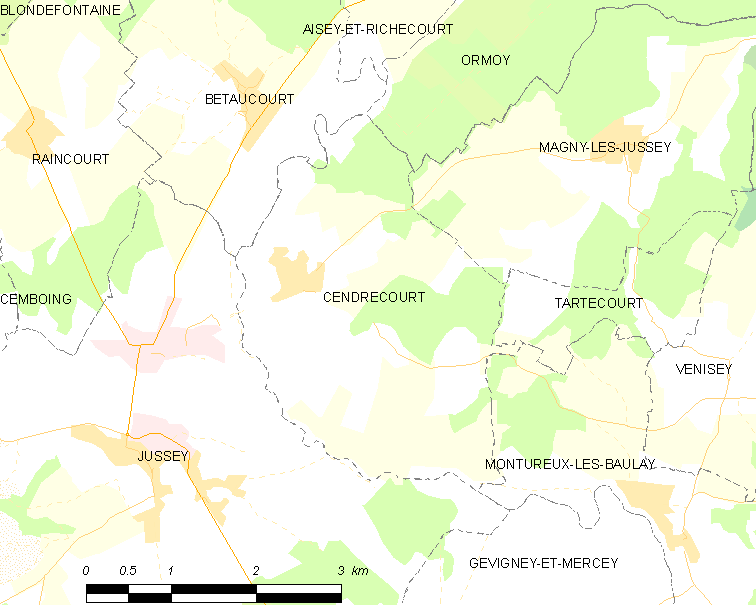
Карта коммуны

В 2010 году среди 151 человека трудоспособного возраста (15—64 лет) 105 были экономически активными, 46 — неактивными (показатель активности — 69,5 %, в 1999 году было 68,0 %). Из 105 активных жителей работали 88 человек (46 мужчин и 42 женщины), безработных было 17 (7 мужчин и 10 женщин). Среди 46 неактивных 10 человек были учениками или студентами, 30 — пенсионерами, 6 были неактивными по другим причинам.